# Bulbophyllum kjellbergii
Bulbophyllum kjellbergii är en orkidéart som beskrevs av Johannes Jacobus Smith. Bulbophyllum kjellbergii ingår i släktet Bulbophyllum och familjen orkidéer.
Artens utbredningsområde är Sulawesi. Inga underarter finns listade i Catalogue of Life.